# John R. Gregg

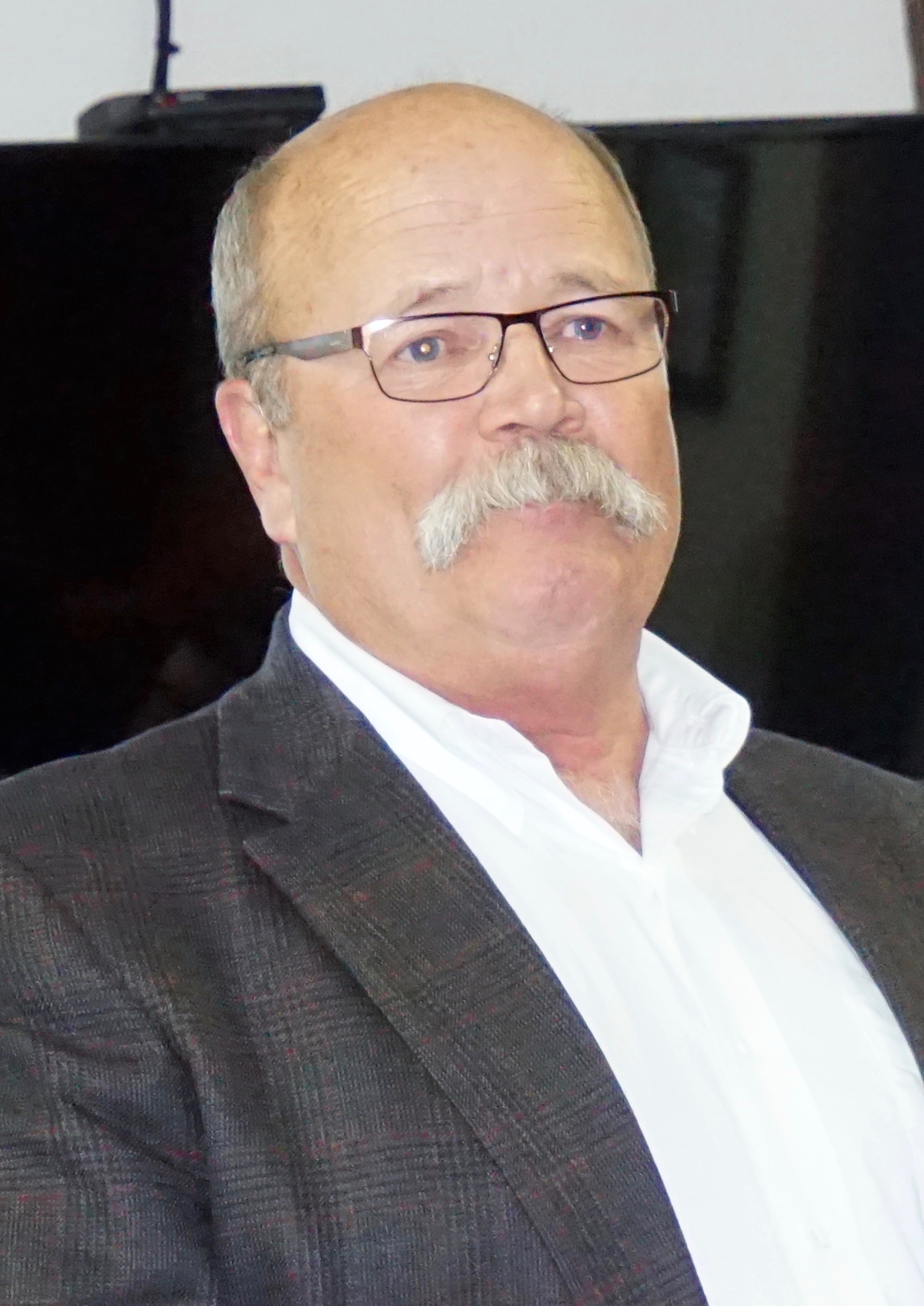
John R. Gregg (2015)

John Richard Gregg (* 6. September 1954 in Linton, Indiana) ist ein US-amerikanischer Politiker der Demokratischen Partei. Er gehörte von 1987 bis 2003 dem Repräsentantenhaus von Indiana an, dem er seit 1996 als dessen Sprecher vorstand. 2012 war er Kandidat seiner Partei für das Amt des Gouverneurs. Zur Gouverneurswahl 2016 trat er erneut für die Demokraten an.

## Leben
Gregg, der zwei weitere Brüder hat, wuchs in einfachen Verhältnissen auf. Sein Vater arbeitete im Bauwesen. Im Jahr 1976 erwarb Gregg einen Universitätsabschluss in Politikwissenschaften und Geschichte, öffentlicher Verwaltung sowie 1984 in Rechtswissenschaften. Später arbeitete er in der Privatwirtschaft bei Peabody Energy, wo er für Beziehungen zur öffentlichen Hand zuständig war. Im Jahr 1985 verließ er das Unternehmen und war als Rechtsanwalt tätig.
Bereits während seiner Jugend zeigte Gregg politisches Interesse und engagierte sich bei der Demokratischen Partei. Zu den Präsidentschaftswahlen 1992, 1996 und 2008 war er jeweils ein Delegierter auf der Democratic National Convention. Im Jahr 1986 bewarb er sich erfolgreich um ein Mandat im Repräsentantenhaus von Indiana und konnte dabei den republikanischen Amtsinhaber besiegen. Sein neues Mandat als Abgeordneter des 45. Distrikts trat er im Januar 1987 an. Er wurde im Turnus von zwei Jahren bis einschließlich zum Jahr 2000 bestätigt. Im November 1996 wurde Gregg zum Sprecher und damit Vorsitzenden der Parlamentskammer gewählt. Seine Wahl war das Ergebnis eines überparteilichen Kompromisses, da sowohl Demokraten als auch Republikaner 50 Sitze innehatten. 1998 errangen die Demokraten wieder eine Mehrheit der Mandate und Gregg blieb bis zu einem Ausscheiden Anfang 2003 Sprecher des Hauses. Während seiner Zeit in der State Legislature trat er für moderate Steuersenkungen für mittlere Einkommen ein und war Befürworter eines ausgeglichenen Haushalts. Außerdem setzte er sich für Bildungsreformen und mehr Rechte für Arbeiter ein. Als Sprecher setzte er zudem ein Rauchverbot in den Räumlichkeiten des Parlaments durch.

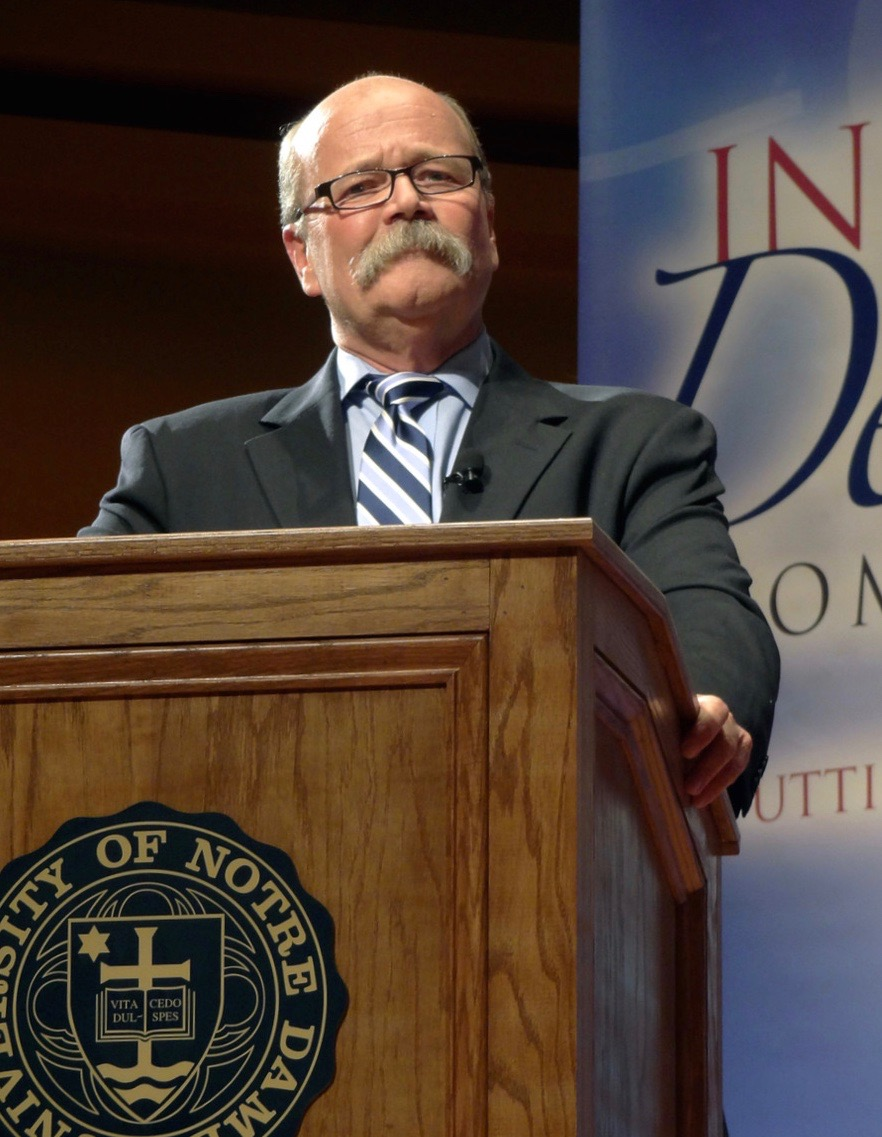
Gregg während einer politischen Diskussion 2012

Für den Wahlen 2002 verzichtete Gregg auf eine erneute Kandidatur und schied im Januar des folgenden Jahres aus dem Parlament aus. Danach war er bis 2004 interimsweise Präsident der Vincennes University. Danach war er erneut als Anwalt tätig. Im Jahr 2008 unterstützte er die Präsidentschaftskandidatur von Hillary Clinton.
Zur Gouverneurswahl in Indiana 2012 kündigte Gregg seine Bewerbung um das höchste Amt des Bundesstaates an. Von seiner Partei wurde im Frühjahr 2012 einstimmig nominiert, da es keinen weiteren Kandidaten gab. Als Running Mate wählte er die Staatssenatorin Vi Simpson aus. Bei der Wahl am 6. November 2012 unterlag er jedoch dem republikanischen Kongressabgeordneten Mike Pence in einer knappen Entscheidung. Während Gregg 46 % der Stimmen erhielt, sprachen sich 49 % für Pence aus. Allerdings erhielt Gregg in Indiana einen höheren Stimmenanteil als US-Präsident Barack Obama während der parallel stattfindenden Präsidentschaftswahl.
Im Jahr 2015 gab Gregg bekannt, bei der Gouverneurswahl 2016 erneut antreten zu wollen. Obwohl es noch weitere Kandidaten bei den Demokraten gab, wurde Gregg im Mai nach deren Rückzug erneut einstimmig nominiert. Als Running Mate fungiert Christina Hale, eine Abgeordnete des Repräsentantenhauses von Indiana. Ursprünglich wäre sein republikanischer Kontrahent erneut Mike Pence gewesen, doch dieser zog seine Bewerbung im Juli 2016 zurück, nachdem ihn der republikanische Präsidentschaftskandidat Donald Trump zu seinem Vizepräsidentschaftskandidaten für die Präsidentschaftswahl auswählte. Der Parteivorstand der Republikaner bestimmte daraufhin Vizegouverneur Eric Holcomb als Ersatz für Pence. Umfragen sehen für die Wahl am 8. November 2016 ein knappes Rennen voraus. Zuletzt konnte Gregg jedoch eine Umfrage im Oktober deutlich anführen. In seinem Wahlkampf tritt Gregg für eine bessere Finanzierung der Infrastruktur sowie Reformen im Bildungswesen ein. Durch ein Lohngleichheitsgesetz möchte er eine gleiche Bezahlung von Frauen und Männern erreichen. Außerdem spricht er sich für eine Reform des Wahlrechts aus: Unter anderem möchte er eine die Registrierung von Wählern vereinfachen und Wahllokale länger geöffnet halten, um die Wahlbeteiligung zu erhöhen. Ferner strebt Gregg eine Wahlkreisreform an, um das sogenannte Gerrymandering zu unterbinden.
Am Wahltag musste sich Gregg erneut geschlagen geben, auch wenn er in Indiana wiederum deutlich mehr Stimmen als die demokratische Präsidentschaftskandidatin Hillary Clinton erringen konnte.

## Persönliches
John Gregg ist seit 2012 mit seiner Frau Lisa verheiratet. Zuvor war er bereits zweimal verheiratet. Aus seiner zweiten Ehe gingen zwei Söhne hervor.
John Gregg ist ein Mitglied im Bund der Freimaurer.
Im August 1996 retteten Gregg und eine ehemalige Krankenschwester einem Mann das Leben. Gregg zog auf der Indiana State Road 67, in der Nähe von Marco (Indiana), den schwer verletzten und bewusstlosen Mann aus einem brennenden Wagen.